# Hirondelle noire
Progne subis
Espèce
Statut de conservation UICN

 LC  : Préoccupation mineure
L'Hirondelle noire (Progne subis) est une espèce de passereaux américains appartenant à la famille des Hirundinidae.

## Répartition et habitat

zone de nidification
voie migratoire
aire d'hivernage

L'hirondelle noire vit dans les habitats de zones boisées clairsemées, présentant des cavités où nicher (arbres creux ou autres). Elle a colonisé les banlieues où elle peut trouver des cavités dans les bâtiments, ou des nichoirs mis à sa disposition par les amateurs d'oiseaux de jardin. On la trouve aussi dans les déserts, où elle occupe des trous creusés dans les saguaros par des pics.
Son aire de répartition va du sud du Canada jusqu'au nord du Mexique, mais elle est absente d'une bonne partie de l'ouest des États-Unis, notamment dans les zones de montagne ou au niveau du plateau du Colorado.

## Morphologie
L’hirondelle noire mesure de 18 à 22 cm de longueur. Cette espèce présente un net dimorphisme sexuel : les mâles adultes ont un plumage bleu-noir luisant, sauf au niveau des ailes et de la queue qui sont d'un noir plus terne, alors que les femelles et les juvéniles sont brun noirâtre sur le dessus, beige sur le dessous, avec une gorge et une poitrine maculées de gris.

## Comportement

### Alimentation

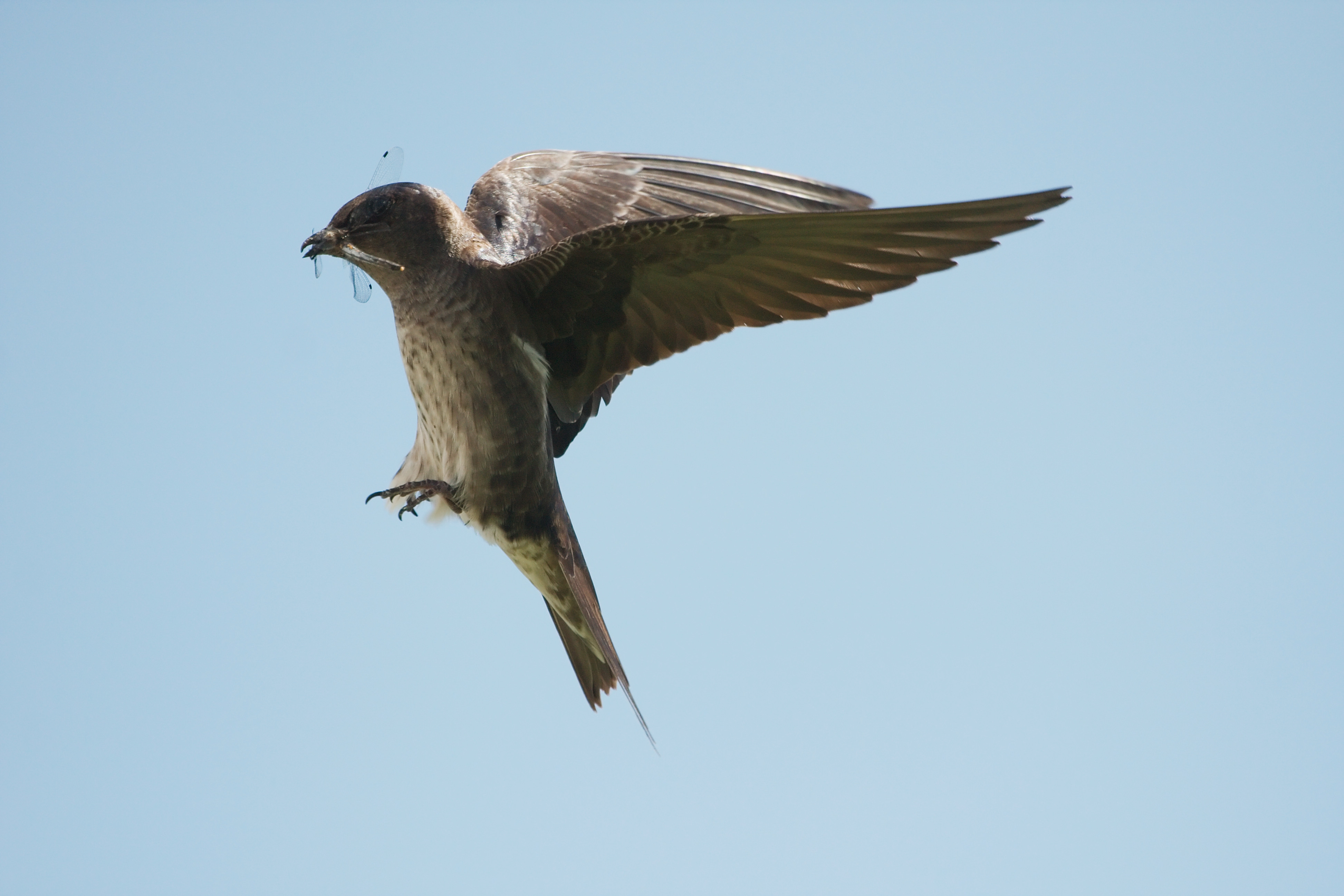
Une hirondelle noire femelle venant de capturer une libellule en vol.

Ces oiseaux insectivores capturent leurs proies en vol.

### Relations sociales
Les cris de cette hirondelle sont des « piou », « chiou » ou « tchiou » graves. Le chant est constitué de notes gargouillantes, graves et gutturales.